# 대한민국 제18대 국회의원 선거 기록
2008년 4월 9일에 실시된 대한민국 제18대 국회의원 선거에서 나온 갖가지 기록들을 정리한 문서이다.

## 지역구 당선자 최고 득표율 순
| 순위 | 후보       | 후보   | 지역구                               | 득표율 |
| ---- | ---------- | ------ | ------------------------------------ | ------ |
| 1위  | 통합민주당 | 박주선 | 광주광역시 동구                      | 88.73% |
| 2위  | 한나라당   | 박근혜 | 대구광역시 달성군                    | 88.57% |
| 3위  | 한나라당   | 서상기 | 대구광역시 북구 을                   | 86.29% |
| 4위  | 한나라당   | 유승민 | 대구광역시 동구 을                   | 84.43% |
| 5위  | 통합민주당 | 주승용 | 전라남도 여수시 을                   | 83.86% |
| 6위  | 한나라당   | 정희수 | 경상북도 영천시                      | 81.99% |
| 7위  | 통합민주당 | 김성곤 | 전라남도 여수시 갑                   | 81.17% |
| 8위  | 통합민주당 | 김재균 | 광주광역시 북구 을                   | 79.23% |
| 9위  | 통합민주당 | 조영택 | 광주광역시 서구 갑                   | 79.14% |
| 10위 | 한나라당   | 최경환 | 경상북도 경산시·청도군               | 78.47% |
| 11위 | 한나라당   | 이한구 | 대구광역시 수성구 갑                 | 78.40% |
| 12위 | 한나라당   | 주성영 | 대구광역시 동구 갑                   | 77.60% |
| 13위 | 통합민주당 | 서갑원 | 전라남도 순천시                      | 77.45% |
| 14위 | 통합민주당 | 김춘진 | 전라북도 고창군·부안군               | 77.41% |
| 15위 | 통합민주당 | 김효석 | 전라남도 담양군·곡성군·구례군        | 76.82% |
| 16위 | 한나라당   | 이혜훈 | 서울특별시 서초구 갑                 | 75.01% |
| 17위 | 통합민주당 | 최인기 | 전라남도 나주시·화순군               | 74.15% |
| 18위 | 통합민주당 | 정세균 | 전라북도 진안군·무주군·장수군·임실군 | 74.00% |
| 19위 | 한나라당   | 김성조 | 경상북도 구미시 갑                   | 73.69% |
| 20위 | 통합민주당 | 이용섭 | 광주광역시 광산구 을                 | 73.15% |

## 지역구 당선자 최저 득표율 순
| 순위 | 후보       | 후보   | 지역구                               | 득표율 |
| ---- | ---------- | ------ | ------------------------------------ | ------ |
| 1위  | 무소속     | 이인제 | 충청남도 논산시·계룡시·금산군        | 27.67% |
| 2위  | 한나라당   | 조전혁 | 인천광역시 남동구 을                 | 30.64% |
| 3위  | 무소속     | 이윤석 | 전라남도 무안군·신안군               | 30.89% |
| 4위  | 친박연대   | 홍장표 | 경기도 안산시 상록구 을              | 32.21% |
| 5위  | 한나라당   | 이범관 | 경기도 이천시·여주군                 | 33.14% |
| 6위  | 자유선진당 | 김창수 | 대전광역시 대덕구                    | 33.93% |
| 7위  | 무소속     | 이경재 | 인천광역시 서구·강화군 을            | 33.94% |
| 8위  | 통합민주당 | 노영민 | 충청북도 청주시 흥덕구 을            | 37.46% |
| 9위  | 통합민주당 | 양승조 | 충청남도 천안시 갑                   | 38.26% |
| 10위 | 한나라당   | 이화수 | 경기도 안산시 상록구 갑              | 38.50% |
| 11위 | 한나라당   | 윤영   | 경상남도 거제시                      | 38.63% |
| 12위 | 한나라당   | 신영수 | 경기도 성남시 수정구                 | 38.70% |
| 13위 | 통합민주당 | 김종률 | 충청북도 증평군·진천군·괴산군·음성군 | 38.83% |
| 14위 | 한나라당   | 허범도 | 경상남도 양산시                      | 38.99% |
| 15위 | 통합민주당 | 우제창 | 경기도 용인시 처인구                 | 39.08% |
| 16위 | 통합민주당 | 강창일 | 제주특별자치도 제주시 갑             | 39.29% |
| 17위 | 한나라당   | 진성호 | 서울특별시 중랑구 을                 | 39.54% |
| 18위 | 한나라당   | 유정현 | 서울특별시 중랑구 갑                 | 40.51% |
| 19위 | 한나라당   | 허천   | 강원도 춘천시                        | 40.83% |
| 20위 | 무소속     | 송훈석 | 강원도 속초시·고성군·양양군          | 40.97% |

## 지역구 당선자 최다 득표수 순
| 순위 | 후보       | 후보   | 지역구                        | 득표수   |
| ---- | ---------- | ------ | ----------------------------- | -------- |
| 1위  | 한나라당   | 최경환 | 경상북도 경산시·청도군        | 74,481표 |
| 2위  | 한나라당   | 서상기 | 대구광역시 북구 을            | 69,604표 |
| 3위  | 한나라당   | 이상득 | 경상북도 포항시 남구·울릉군   | 68,392표 |
| 4위  | 한나라당   | 이한구 | 대구광역시 수성구 갑          | 66,652표 |
| 5위  | 통합민주당 | 서갑원 | 전라남도 순천시               | 65,071표 |
| 6위  | 무소속     | 김세연 | 부산광역시 금정구             | 63,806표 |
| 7위  | 한나라당   | 이계진 | 강원도 원주시                 | 62,586표 |
| 8위  | 통합민주당 | 김재균 | 광주광역시 북구 을            | 62,567표 |
| 9위  | 한나라당   | 이종구 | 서울특별시 강남구 갑          | 61,047표 |
| 10위 | 한나라당   | 이병석 | 경상북도 포항시 북구          | 60,610표 |
| 11위 | 한나라당   | 서병수 | 부산광역시 해운대구·기장군 갑 | 57,968표 |
| 12위 | 한나라당   | 공성진 | 서울특별시 강남구 을          | 57,721표 |
| 13위 | 한나라당   | 황진하 | 경기도 파주시                 | 56,983표 |
| 14위 | 한나라당   | 유승민 | 대구광역시 동구 을            | 55,394표 |
| 15위 | 한나라당   | 박종희 | 경기도 수원시 장안구          | 52,819표 |
| 16위 | 한나라당   | 임태희 | 경기도 성남시 분당구 을       | 52,704표 |
| 17위 | 무소속     | 이진복 | 부산광역시 동래구             | 52,092표 |
| 18위 | 한나라당   | 김영선 | 경기도 고양시 일산서구        | 51,595표 |
| 19위 | 통합민주당 | 최인기 | 전라남도 나주시·화순군        | 50,502표 |
| 20위 | 한나라당   | 구상찬 | 서울특별시 강서구 갑          | 50,244표 |

## 지역구 당선자 최소 득표수 순
| 순위 | 후보       | 후보   | 지역구                        | 득표수   |
| ---- | ---------- | ------ | ----------------------------- | -------- |
| 1위  | 친박연대   | 홍장표 | 경기도 안산시 상록구 을       | 14,980표 |
| 2위  | 무소속     | 이윤석 | 전라남도 무안군·신안군        | 16,200표 |
| 3위  | 한나라당   | 조전혁 | 인천광역시 남동구 을          | 18,475표 |
| 4위  | 통합민주당 | 안민석 | 경기도 오산시                 | 21,415표 |
| 5위  | 무소속     | 이경재 | 인천광역시 서구·강화군 을     | 21,723표 |
| 6위  | 통합민주당 | 노영민 | 충청북도 청주시 흥덕구 을     | 22,175표 |
| 7위  | 통합민주당 | 문학진 | 경기도 하남시                 | 22,457표 |
| 8위  | 통합민주당 | 천정배 | 경기도 안산시 단원구 갑       | 23,044표 |
| 9위  | 한나라당   | 이화수 | 경기도 안산시 상록구 갑       | 23,104표 |
| 10위 | 통합민주당 | 조정식 | 경기도 시흥시 을              | 23,313표 |
| 11위 | 무소속     | 이인제 | 충청남도 논산시·계룡시·금산군 | 23,595표 |
| 12위 | 한나라당   | 나경원 | 서울특별시 중구               | 23,609표 |
| 13위 | 통합민주당 | 송영길 | 인천광역시 계양구 을          | 23,731표 |
| 14위 | 민주노동당 | 강기갑 | 경상남도 사천시               | 23,864표 |
| 15위 | 자유선진당 | 김창수 | 대전광역시 대덕구             | 24,079표 |
| 16위 | 한나라당   | 윤두환 | 울산광역시 북구               | 24,135표 |
| 17위 | 무소속     | 송훈석 | 강원도 속초시·고성군·양양군   | 24,239표 |
| 18위 | 통합민주당 | 변재일 | 충청북도 청원군               | 24,325표 |
| 19위 | 한나라당   | 현기환 | 부산광역시 사하구 갑          | 24,380표 |
| 20위 | 한나라당   | 김형오 | 부산광역시 영도구             | 24,426표 |

## 격전지
| 순위 | 지역구                             | 1위 후보   | 1위 후보        | 2위 후보   | 2위 후보        | 득표수 차 | 득표율 차 |
| ---- | ---------------------------------- | ---------- | --------------- | ---------- | --------------- | --------- | --------- |
| 1위  | 경기도 성남시 수정구               | 한나라당   | 신영수 (38.70%) | 통합민주당 | 김태년 (38.54%) | 129표     | 0.16%p    |
| 2위  | 경상남도 사천시                    | 민주노동당 | 강기갑 (47.69%) | 한나라당   | 이방호 (47.33%) | 178표     | 0.36%p    |
| 3위  | 경기도 안양시 만안구               | 통합민주당 | 이종걸 (44.64%) | 한나라당   | 정용대 (44.33%) | 290표     | 0.31%p    |
| 4위  | 서울특별시 금천구                  | 한나라당   | 안형환 (43.95%) | 통합민주당 | 이목희 (43.55%) | 342표     | 0.40%p    |
| 5위  | 전라남도 무안군·신안군             | 무소속     | 이윤석 (30.89%) | 무소속     | 김홍업 (30.22%) | 351표     | 0.67%p    |
| 6위  | 인천광역시 계양구 갑               | 통합민주당 | 신학용 (44.57%) | 한나라당   | 김해수 (43.31%) | 693표     | 1.26%p    |
| 7위  | 경기도 남양주시 갑                 | 통합민주당 | 최재성 (45.15%) | 한나라당   | 심장수 (44.32%) | 712표     | 0.83%p    |
| 8위  | 경상남도 거제시                    | 한나라당   | 윤영 (38.63%)   | 무소속     | 김한표 (37.51%) | 741표     | 0.40%p    |
| 9위  | 강원도 철원군·화천군·양구군·인제군 | 통합민주당 | 이용삼 (45.00%) | 한나라당   | 박세환 (43.53%) | 802표     | 1.47%p    |
| 10위 | 대구광역시 달서구 병               | 친박연대   | 조원진 (49.23%) | 한나라당   | 유재한 (47.72%) | 808표     | 1.51%p    |
| 11위 | 서울특별시 구로구 갑               | 한나라당   | 이범래 (46.48%) | 통합민주당 | 이인영 (45.40%) | 926표     | 1.08%p    |
| 12위 | 경기도 의정부시 갑                 | 통합민주당 | 문희상 (47.49%) | 한나라당   | 김상도 (46.07%) | 966표     | 1.42%p    |
| 13위 | 부산광역시 영도구                  | 한나라당   | 김형오 (43.46%) | 무소속     | 김용원 (41.74%) | 968표     | 1.72%p    |
| 14위 | 서울특별시 영등포구 갑             | 한나라당   | 전여옥 (43.75%) | 통합민주당 | 김영주 (42.52%) | 988표     | 1.23%p    |

## 최고령 당선자
| 순위 | 후보       | 후보   | 지역구                        | 생년월일         | 연령               |
| ---- | ---------- | ------ | ----------------------------- | ---------------- | ------------------ |
| 1위  | 자유선진당 | 이용희 | 충청북도 보은군·옥천군·영동군 | 1931년 6월 10일  | 만 76세 10개월     |
| 2위  | 자유선진당 | 조순형 | 비례대표                      | 1935년 3월 10일  | 만 73세 1개월      |
| 3위  | 자유선진당 | 이회창 | 충청남도 홍성군·예산군        | 1935년 6월 2일   | 만 72세 10개월 7일 |
| 4위  | 한나라당   | 이상득 | 경상북도 포항시 남구·울릉군   | 1935년 11월 29일 | 만 72세 4개월 10일 |
| 5위  | 친박연대   | 박종근 | 대구광역시 달서구 갑          | 1937년 2월 5일   | 만 71세 2개월 4일  |
| 6위  | 자유선진당 | 이진삼 | 충청남도 부여군·청양군        | 1937년 2월 10일  | 만 71세 2개월      |
| 7위  | 통합민주당 | 홍재형 | 충청북도 청주시 상당구        | 1938년 3월 27일  | 만 70세 13일       |
| 8위  | 통합민주당 | 박상천 | 전라남도 고흥군·보성군        | 1938년 10월 31일 | 만 69세 5개월 9일  |
| 9위  | 친박연대   | 김일윤 | 경상북도 경주시               | 1938년 12월 17일 | 만 69세 3개월 23일 |
| 10위 | 무소속     | 정해걸 | 경상북도 군위군·의성군·청송군 | 1939년 5월 9일   | 만 68세 11개월     |

## 최연소 당선자
| 순위 | 후보       | 후보   | 지역구               | 생년월일         | 연령               |
| ---- | ---------- | ------ | -------------------- | ---------------- | ------------------ |
| 1위  | 친박연대   | 양정례 | 비례대표             | 1977년 5월 7일   | 만 30세 11개월 2일 |
| 2위  | 무소속     | 김세연 | 부산광역시 금정구    | 1972년 7월 15일  | 만 36세 8개월 25일 |
| 3위  | 한나라당   | 김동성 | 서울특별시 성동구 을 | 1971년 1월 11일  | 만 37세 2개월 29일 |
| 4위  | 한나라당   | 홍정욱 | 서울특별시 노원구 병 | 1970년 3월 14일  | 만 38세 26일       |
| 5위  | 민주노동당 | 이정희 | 비례대표             | 1969년 12월 22일 | 만 38세 3개월 18일 |
| 6위  | 한나라당   | 강용석 | 서울특별시 마포구 을 | 1969년 12월 3일  | 만 38세 4개월 6일  |
| 7위  | 통합민주당 | 김유정 | 비례대표             | 1969년 1월 18일  | 만 39세 2개월 22일 |
| 8위  | 한나라당   | 김용태 | 서울특별시 양천구 을 | 1968년 3월 26일  | 만 40세 14일       |
| 9위  | 통합민주당 | 조경태 | 부산광역시 사하구 을 | 1968년 1월 10일  | 만 40세 3개월      |
| 10위 | 한나라당   | 유정현 | 서울특별시 중랑구 갑 | 1967년 10월 24일 | 만 40세 4개월 16일 |